# Période Renoir
La période Renoir ou période « de plein soleil » est une période de la production picturale de René Magritte au cours de laquelle le peintre belge utilise de 1943 à 1947 la technique impressionniste d'Auguste Renoir.

## Dénominations
La période que l'on nomme « Renoir » est qualifiée aussi d'« impressionniste » (voire de « néo-impressionniste ».
Le « surréalisme en plein soleil » est cependant l'appellation que René Magritte donne en 1946, trois années après avoir adopté sa nouvelle manière, à son idée de l'avenir du surréalisme. Il évoque ainsi sa « peinture de plein soleil » dans une lettre du 25 mars 1947 à Louis Scutenaire qui utilisera lui-même l'expression « période de plein soleil ». L'expression « époque Plein Soleil » est également employée. Dans une lettre à André Breton du 24 juin 1946 Magritte utilise également l'expression « période solaire ».
Le surréalisme en plein soleil est le titre choisi pour une exposition en 2021 à Paris des œuvres de Magritte et de Renoir au musée de l'Orangerie.

## Historique
Dès mai 1941, René Magritte écrit à Paul Éluard : « (…) le beau côté de la vie serait le domaine que j’explorerais. J’entends par là tout l’attirail traditionnel des choses charmantes, les femmes, les fleurs, les oiseaux, les arbres, l’atmosphère de bonheur. Etc (…) c’est un charme assez puissant qui remplace maintenant dans mes tableaux la poésie inquiétante que je m’étais évertué jadis à atteindre. ».
« En feuilletant un ouvrage sur l'impressionnisme Magritte est conquis par l'idée de représenter une baigneuse de Renoir en montrant chaque partie de son corps sous une couleur différente, le bras gauche est peint en vert, le bras droit et la tête en rouge tandis qu'au torse violet sont attachés une jambe bleue et une jambe jaune ». La description correspond parfaitement à la peinture à laquelle Magritte donne le titre La Moisson du legs « Irène Scutenaire-Hamoir » au musée de Bruxelles .
« Au sujet de l'emploi dans les images de la technique impressionniste, il est légitime de l'employer car elle est le meilleur moyen que nous connaissions pour conduire la poésie en plein soleil » écrit Magritte à Marcel Mariën le 15 août 1946. « Nous avons choisi le plaisir par réaction contre des années d'ennuyeuses terreurs » écrit-il la même année dans son  Manifeste de l'amentalisme, remplaçant bientôt, dans un projet de tract, le terme, sur la suggestion de Paul Nougé , par l'expression « le Surréalisme en plein soleil ». Les prises de position qu'y prend Magritte entraînent l'incompréhension d'André Breton et la rupture entre les surréalistes belges et parisiens. Une épreuve lui en ayant été communiquée, Breton répond par télégramme : « Votre dialectique et votre Surréalisme en plein soleil sont cousus de fil blanc ». Magritte et Nougé lui rétorquent par la même voie : « Mille regrets. Le fil blanc est sur votre bobine ».
Magritte reste fidèle à ce style « solaire » jusqu’en 1947 ou 1948 et produit une cinquantaine de tableaux, autant de gouaches, un nombre considérable de dessins (et des illustrations pour des ouvrages de Sade, Georges Bataille, Paul Éluard et Lautréamont. Cependant, « la Grande Guerre finie, l'opposition de la grâce au fracas des armes a cessé d'être utile, donc de mise » écrit Scutenaire et Magritte abandonne la technique impressionniste.
Certaines des peintures de la « période Renoir », notamment L'Intelligence (1946) ou Le Lyrisme (1947) relèvent « du pastiche et de la parodie » et dans leur « cocasserie féroce » préfigurent les œuvres, en 1948, de la « période vache » du peintre.

## Quelques œuvres de la « période Renoir »
- La Moisson, 1943[15].
- L'Incendie, 1943[16].
- Le  Premier jour, 1943[17],[3].
- L'Univers interdit, 1943[18],[19].
- La Magie noire, 1943[20],[21].
- La Leçon d'anatomie, 1943[22].
- L'Océan, 1943[23].
- La Gorgone, 1943[24].
- Le Sourire, 1943[25].
- Les Heureux présages, 1944[26].
- La Vie heureuse, 1944[27].
- L'Eclair, 1944[28].
- Le Traité des sensations , 1944.
- Alice au pays des merveilles, 1945[29].
- L'Ile au trésor, 1945[30].
- Le Rêve, 1945[31].
- Le viol, 1945[32].
- La Bonne fortune, 1945 [33].
- Le Brasier, 1945 ou 1946[34].
- Le Plaisir, 1946[35].
- L'Age du plaisir, 1946[36].
- L'Intelligence, 1946[37].
- Le  Lyrisme, 1947[38],[39].

## Expositions
La première exposition, semi-clandestine en situation d'occupation par l'armée allemande, des peintures de la « période Renoir » a lieu à Bruxelles les 11 et 17 juillet 1943 dans la galerie que Lou Cosyn a ouverte en 1942 au 5 a rue de la Madeleine avec le soutien de Camille Goemans (qu'elle épousera par la suite). Magritte y avait invité « ses amis » le 10 juillet,.
D'autres expositions seront présentées à la galerie Dietrich de Bruxelles en janvier 1944, avec une préface de Paul Nougé qui signe Paul Lecharentais, puis en novembre 1946 avec une nouvelle préface de Nougé, et à la Société royale des beaux-arts de Verviers en janvier 1947.
À partir des années 1960 des peintures de la « période Renoir » figurent dans les principales rétrospectives du peintre.
Après la mort de Louis Scutenaire en 1987 et celle d'Irène Hamoir en 1994 (dont Tom Gutt est l'exécuteur testamentaire) le legs « Irène Scutenaire-Hamoir » au musée de Bruxelles y est exposé. Il comporte plus d’une vingtaine de peintures, une vingtaine de gouaches, une quarantaine de dessins de Magritte. Parmi elles figurent plusieurs œuvres de la « période Renoir », dont La Moisson et Le Sourire.
L'exposition Magritte Renoir, Le surréalisme en plein soleil rassemble en 2021 à Paris des œuvres des deux peintres au musée de l'Orangerie.

## Réception
Pour Camille Goemans, Magritte est « celui par qui le scandale arrive... » : par deux fois, par sa « période Renoir » puis par sa « Peinture vache », il devait « scandaliser son public ». Pour la première, sa nouvelle manière solaire, écrit-il en 1956, « il n'est pas inutile d'insister sur le fait qu'il l'adopta pendant la guerre. Il nous faut lui rendre grâce, me semble-t-il, de nous avoir mis, à cette époque, devant des images le plus souvent pleines de charme, de celles qui peuvent ranimer le désir de vivre et qui étaient des fenêtres ouvertes sur un monde de lumière dont l'obscurité présente pouvait nous faire douter qu'il existât ».
« C'est à proprement parler un défi : à partir d'images de joie, obtenir l'effet bouleversant réservé jusque-là aux images terribles » écrit Scutenaire. L'accueil de cet « éclair dans le noir de l'époque » fut des plus « frais ». Devant « les filles nues et versicolores, les aras, les paradisiers, les colibris, les bois au plein de l'été, les roses d'Ispahan », « les chalands n'y ont rien compris, les amis ont hoché une tête pleine de doute ».

## Éléments de bibliographie
: Sources utilisées pour la rédaction de l’article
- René Magritte, Manifestes et autres écrits, avertissement de Marcel Mariën, Les Lèvres Nues, Bruxelles, 1972, 192 p..
- Patrick Waldberg, René  Magritte, suivi d'une bibliographie générale par André Blavier, Bruxelles, André de Rache éditeur, 1965, 358 p. [sur la « période Renoir » et la « période vache », p. 221 et 222].
- Suzi Gablik, Magritte, Cosmos monographies, Bruxelles, 1978 (traduction de l’anglais, Thames and Hudson, Londres, 1970, 218 p..
- René Magritte, Manifestes et autres écrits, avertissement de Marcel Mariën, Les Lèvres Nues, Bruxelles, 1972, 192 p..
- Louis Scutenaire, Avec Magritte, Bruxelles, Lebeer-Hossmann, 1977, 180 p..
- Louis Scutenaire, Avec Magritte : réédition augmentée d'un texte écrit par Louis Scutenaire en 1978, Bruxelles, L'Atelier contemporain, 2021, 192 p..
- Harry Torczyner, Magritte. Le véritable art de peindre, Draeger/Le Soleil Noir, Paris, 1978, 144 p..
- Rétrospective Magritte, textes de Louis Scutenaire, Jean Clair et David Sylvester, Bruxelles, Palais des Beaux-Arts, 1978, et Paris, Musée National d’Art Moderne, Centre Georges Pompidou, 1979, 300 p..
- René Magritte, Écrits complets, édition établie et annotée par André Blavier, Flammarion, Paris, 1979, 766 p.  (ISBN 208064128X).
- Marcel Mariën, L'activité surréaliste en Belgique (1924-1950), Bruxelles, Lebeer-Hossmann, 1979].
- René Magritte et le Surréalisme belge, textes de Elle et Lui [Irène Hamoir et Louis Scutenaire], Marcel Mariën, Marc Dachy et Philippe Robert-Jones, Bruxelles, Musée royaux des Beaux-Arts de Belgique, 1982, 322 p..
- Harry Torczyner, René Magritte, signes et images, Paris, Draeger/Vilo, 1988, 272 p. [« L'époque Renoir » y est évoquée p. 186-190, cinq peintures sont reproduites].
- Camille Goemans, Marcel Mariën et Philippe Junod, René Magritte, Lausanne, fondation de l’Hermitage, 1987, 236 p.. [sur la « période Renoir », p.187-190].
- René Magritte, Köln, Taschen, 1990, 222 p..
- René Magritte, la période « vache », « Les pieds dans le plat » avec Louis Scutenaire, Marseille, Musée Cantini, 1992, 168 p.  (ISBN 2711825914).
- Irène, Scut, Magritte & C°, Bruxelles, Musées royaux des beaux-arts de Belgique, 1996, 558 p..
- Michel Draguet, Magritte, folio biographies, Gallimard, 2014.
- Magritte Renoir, Le surréalisme en plein soleil, musée de l'Orangerie, Paris, Réunion des musées nationaux, 2021, 176 p..  (ISBN 2711878651)